# メバエ
「メバエ」は、nobodyknows+の5枚目のシングルである。

## 概要
- nobodyknows+初となるラブソング。
- PVには香椎由宇とウルトラマンが出演している。

## 収録曲
1. Theme from nobodyknows+ pt.10 (1:56)
2. メバエ (5:34)
3. マグナム今池☆彡（ノリ・ダ・ファンキー・シビレサスのソロ） (4:09)
4. メバエ -instrumental-  (5:33)